# بوستون گلوب
بوستون گلوب (به انگلیسی: The Boston Globe) یک روزنامه آمریکایی است که در شهر بوستون در ایالت ماساچوست منتشر میشود. این روزنامه از زمان تأسیس آن توسط چارلز اچ تیلور در سال ۱۸۷۲؛ در بوستون، ماساچوست مستقر است. بوستون گلوب از سال ۱۹۹۳ (میلادی) تحت مالکیت شرکت نیویورک تایمز درآمد. روزنامه بوستون هرالد به‌عنوان مهم‌ترین رقیب بوستون گلوب به‌شمار می‌رود. شمارگان کل این روزنامه در اوت ۲۰۱۶ در حدود ۱۳۶۰۰۰ نسخه بود. در سال ۲۰۰۸ میانگین شمارگان این روزنامه از ۳۸۲٬۵۰۳ نسخه در روز به ۳۵۰٬۶۰۵ نسخه کاهش یافت. میانگین شمارگان گلوب در یکشنبه‌ها نیز با کاهش ۶٫۵ درصدی به حدود ۵۲۵٬۹۵۹ نسخه در روز رسید.
سردبیر بوستون گلوب برایان مک گراری است که در دسامبر ۲۰۱۲سکان هدایت این رسانه را به دست گرفت.
رقیب اصلی بوستون گلوب، بوستون هرالد است که تیراژ کمتری دارد و با سرعت بیشتری در حال کاهش است.
بوستون گلوب تا سال ۲۰۱۶ بیست و شش بار برنده جایزه پولیتزر شده‌است.

## مجله
مجله بوستون گلوب تقریباً هر هفته روزهای یکشنبه منتشر می‌شود. از سال ۲۰۱۸، ورونیکا چائو سردبیر آن است.
در ۲۳ اکتبر ۲۰۰۶، بوستون گلوب انتشار مجله‌ای جدید به نام نیوانگلند: «مجله خانه‌ها و باغ‌های باشکوه» را اعلام کرد. این مجله در سایز بزرگ و شفاف شش بار در سال منتشر می‌شود.

### مشارکت‌کنندگان
- رابین آبراهامز نویسنده «کونداکت میس» (زیر را ببینید)
- ورونیکا چائو، ادیتور
- نیل سویدی، نویسنده[۷]

## هیئت تحریریه
سرمقاله منعکس کننده دیدگاه‌های روزنامه بوستون گلوب است. گلوب یک مؤسسه جهانی محسوب می‌شود. هیئت تحریریه، که اعضای آن در زیر ذکر شده‌است، نقش تحقیق و بررسی موضوعات را به عهده دارند و مرتباً روی محتوای سرمقاله و موضوعات جهانی تبادل نظر می‌کنند. هیئت تحریریه اغلب قبل از تصمیم نهایی با سیاستگذاران، مدافعان و دانشگاهیان مشورت می‌کنند.

### مشارکت کنندگان

#### مدیریت اتاق خبر
- برایان مک‌گوری، سردبیر روزنامه بوستون گلوب[۹]
- مارک مورو, سردبیر بخش سیاسی[۱۰]
- دیوید دال، معاون سردبیر، چاپ و عملیات[۱۱]
- جیسون توهی، سردبیر بخش دیجیتال[۱۲]
- بینا ونکاتارامان, سردبیر ویراستاری بوستون گلوب[۱۳]
- فلیس بلمن، معاون سردبیر.[۱۴]
- ماری‌یوری پریچارد، معاون سردبیر و ستون نویس[۱۵]
- جنیفر پیتر، سردبیر.[۱۶]
- ورونیکا چائو, سردبیر مجله بوستون گلوب[۱۷]
- جان آلن، سردبیر
- آمالی بنجامین، سردبیر ورزشی
- جان المنت، خبرنگار مترو
- جف جاکوبی، خبرنگار و ستون‌نویس[۱۸]
- تونی ماساروتی، سردبیر ورزشی
- دن شاونسی، نویسنده ورزشی
- جوان ونوچی، ستون نویس
- آدریان واکر، ستون نویس مترو
- دن واسرمن، کاریکاتوریست سیاسی
- کارلو ولف، خبرنگار آزاد
- کتی یانگ، خبرنگار فمینیست
- برایان برگستاین، ادیتور آسوشیتدپرس
- لیز گودوین، رئیس دفتر و معاون در واشینگتن
- جیم پوزانگرا، رئیس دفتر واشینگتن
- مارک مارو، معاون ارشد سردبیر
- جیسون توهی، سردبیر دیجیتال[۱۹]
- آنیکا باتلر، معاون سردبیر اخبار محلی
- جنیفر پیتر، سردبیر
- مایک بلو۷ معاون سردبیر شهر
- اندرو کافری، معاون سردبیر
- کیم چاپین، معاون سردبیر عکاسی